# 蔡培楚
蔡培楚（1888年4月19日—？），日治時期台灣商人、政治人物、小說家，筆名植歷、倩影等。台南西本願寺開導學校畢業。曾先後任職於台北泰瑞商行、台南萬源商行等，後來獨資創業，取得台灣總督府專賣局煙草販售執照，經常往來台灣與中國福建，經營木材、米穀、麵粉肥料等。亦曾任台南商工業協會副會長、台南市協議會議員等職，並曾被推為廈門台商代表。1930年9月9日，《三六九小報》創刊，受連橫延攬執筆「芳圃閒話」小欄，其小說內容滑稽幽默、頗具諷刺意味，如《易妻記》等作。